# Équipe de France de football au Championnat d'Europe 1984
Cet article relate le parcours de l'équipe de France de football au Championnat d'Europe 1984, organisé en France du 12 au 27 juin 1984, à l'issue de laquelle elle décroche le premier titre international majeur de son histoire.

## Qualification
La France est qualifiée d'office en tant que pays organisateur.

## L'Euro

### Premier tour
La France termine première du groupe 1 devant le Danemark, la Belgique et la Yougoslavie.
| Date         | Équipe 1 | Équipe 2    | Résultat | Buteurs                                                 |
| 12 juin 1984 | France   | Danemark    | 1 - 0    | Platini 78e                                             |
| 16 juin 1984 | France   | Belgique    | 5 - 0    | Platini 4e, 74e (sp), 89e, Giresse 33e, Fernandez 43e,  |
| 19 juin 1984 | France   | Yougoslavie | 3 - 2    | Platini 59e, 62e, 77e ; Sestic 32e, Stojkovic 84e (sp). |

| Place | Équipe      | Pts | J | G | N | P | Buts + | Buts - | Diff. |
| 1er   | France      | 6   | 3 | 3 | 0 | 0 | 9      | 2      | +7    |
| 2e    | Danemark    | 4   | 3 | 2 | 0 | 1 | 8      | 3      | +5    |
| 3e    | Belgique    | 2   | 3 | 1 | 0 | 2 | 4      | 8      | -4    |
| 4e    | Yougoslavie | 0   | 3 | 0 | 0 | 3 | 2      | 10     | -8    |

### Demi-finale
| Date         | Équipe 1 | Équipe 2 | Résultat  | Buteurs                                            |
| 23 juin 1984 | France   | Portugal | 3 - 2 a.p | Domergue 24e, 114e, Platini 119e ; Jordão 74e, 98e |

### Finale
| Équipes | France - Espagne |
| Score   | 2 - 0 (Rapport) |
| Date    | 27 juin 1984 |
| Stade   | Parc des Princes, Paris (47,368 spectateurs) |
| Arbitre | Vojtěch Christov ( Tchécoslovaquie) |
| Buts    | 57e Michel Platini (1-0), 90e Bruno Bellone (2-0). |
| France  | Joël Bats - Patrick Battiston (Manuel Amoros 73e), Maxime Bossis, Yvon Le Roux ( 85e), Jean-François Domergue - Jean Tigana, Luis Fernandez, Michel Platini, Alain Giresse - Bernard Lacombe (Bernard Genghini 80e), Bruno Bellone Entraineur : Michel Hidalgo                                       |
| Espagne | Luis Arconada - Víctor Muñoz, Santiago Urquiaga, José Antonio Camacho, Salvador García Salva (Roberto Fernández 85e) - Juan Antonio Señor, Julio Alberto Moreno (Manuel Sarabia 75e), Ricardo Gallego, Francisco López Alfaro - Carlos Santillana, Francisco José Carrasco Entraineur : Miguel Muñoz |

## Effectif
| Noms France        | Noms France            | Club                  | Date de naissance | J.              | Buts            |                 |                 |                 |
| Gardiens de but    | Gardiens de but        | Gardiens de but       | Gardiens de but   | Gardiens de but | Gardiens de but | Gardiens de but | Gardiens de but | Gardiens de but |
| ------------------ | ---------------------- | --------------------- | ----------------- | --------------- | --------------- | --------------- | --------------- | --------------- |
| 1                  | Joël Bats              | AJ Auxerre            | 04.01.1957        | 0               | 0               | 0               | 0               | 0               |
| 19                 | Philippe Bergeroo      | Toulouse FC           | 13.01.1954        | 0               | 0               | 0               | 0               | 0               |
| 20                 | Albert Rust            | FC Sochaux            | 10.10.1953        | 0               | 0               | 0               | 0               | 0               |
| Défenseurs         |                        |                       |                   |                 |                 |                 |                 |                 |
| 2                  | Manuel Amoros          | AS Monaco             | 01.02.1962        | 0               | 0               | 0               | 0               | 0               |
| 5                  | Patrick Battiston      | Girondins de Bordeaux | 12.03.1957        | 0               | 0               | 0               | 0               | 0               |
| 4                  | Maxime Bossis          | FC Nantes             | 26.06.1955        | 0               | 0               | 0               | 0               | 0               |
| 3                  | Jean-François Domergue | Toulouse FC           | 23.06.1957        | 0               | 0               | 0               | 0               | 0               |
| 15                 | Yvon Le Roux           | AS Monaco             | 19.03.1960        | 0               | 0               | 0               | 0               | 0               |
| 18                 | Thierry Tusseau        | Girondins de Bordeaux | 19.01.1958        | 0               | 0               | 0               | 0               | 0               |
| Milieux de terrain |                        |                       |                   |                 |                 |                 |                 |                 |
| 6                  | Luis Fernandez         | Paris SG              | 02.10.1959        | 0               | 0               | 0               | 0               | 0               |
| 7                  | Jean-Marc Ferreri      | AJ Auxerre            | 26.12.1962        | 0               | 0               | 0               | 0               | 0               |
| 9                  | Bernard Genghini       | AS Monaco             | 18.01.1958        | 0               | 0               | 0               | 0               | 0               |
| 12                 | Alain Giresse          | Girondins de Bordeaux | 02.08.1952        | 0               | 0               | 0               | 0               | 0               |
| 10                 | Michel Platini         | Juventus              | 21.06.1955        | 0               | 0               | 0               | 0               | 0               |
| 14                 | Jean Tigana            | Girondins de Bordeaux | 23.06.1955        | 0               | 0               | 0               | 0               | 0               |
| Attaquants         |                        |                       |                   |                 |                 |                 |                 |                 |
| 11                 | Bruno Bellone          | AS Monaco             | 14.03.1962        | 0               | 0               | 0               | 0               | 0               |
| 8                  | Daniel Bravo           | AS Monaco             | 09.02.1963        | 0               | 0               | 0               | 0               | 0               |
| 17                 | Bernard Lacombe        | Girondins de Bordeaux | 15.08.1952        | 0               | 0               | 0               | 0               | 0               |
| 16                 | Dominique Rocheteau    | Paris SG              | 14.01.1955        | 0               | 0               | 0               | 0               | 0               |
| 13                 | Didier Six             | FC Mulhouse           | 21.08.1954        | 0               | 0               | 0               | 0               | 0               |
| Sélectionneur      |                        |                       |                   |                 |                 |                 |                 |                 |
|                    | Michel Hidalgo         |                       | 22.03.1933        |                 |                 |                 |                 |                 |